# 在韓米軍慰安婦問題
在韓米軍慰安婦問題（ざいかんべいぐんいあんふもんだい）とは、在韓米軍が朝鮮戦争中および戦後に、大韓民国の軍駐屯地街こと「基地村（キジチョン）」にて統制管理された売春婦（慰安婦）サービスを利用していた問題事案である。
1948年より売春は違法とされたにもかかわらず、米軍にとって韓国人女性は性交サービスの基本的な調達源であり、米韓関係の構成要素にもなっていた。
韓国にて売春婦として奉仕していた女性は、基地村女性として知られており、米軍のほか韓国軍兵士や民間韓国人による来訪利用もされていた。
基地村女性には韓国人のほか、フィリピン、中国、ベトナム、タイ、スリランカ、ネパール、インドネシア、および独立国家共同体（これは特にウズベキスタン、ロシア、カザフスタン）の出身者もいた。
1960年代から1980年代に元慰安婦のグループが、韓国政府当局者によって組織的に米兵との性的行為を強制されたとして、当時の政府指導者、韓国政府、米軍をアメリカの裁判所に告発、損害賠償を求める訴訟を起こしたことから知られるようになった。

## 略年表
米軍基地村政策沿革
- 1947年11月4日 - 公娼制度廃止
- 1950年から1954年 - 韓国軍慰安婦設置
- 1961年11月9日 - 淪落行為等防止法（朝鮮語版）いわゆる売春防止法を制定
- 1962年6月 - 米軍基地近隣104ヶ所を特定（淪落）地域に指定し、この地域での売春取締りを免除
- 1971年12月22日 - 政府主導で基地村浄化委員会発足
- 1970年代から1980年代 - 強制性病検診など基地村女性人権侵害がひどい状況
- 1992年 - 尹今伊殺害事件（米軍兵士が基地村女性殺害）
- 1990年代後半 - 韓国人からフィリピン等外国人女性に代替

## 名称
在韓米軍の関係者にサービス提供する売春婦は、現地では様々な用語で知られている。彼女らは「特殊接待婦」「慰安婦」「バーガール」「ホステス」などと呼ばれている。
洋公主（ヤンコンジュ、양공주） は、韓国にある米軍の駐屯地街こと「基地村」の売春婦に対する一般的な別名だった。「洋公主」という用語は、東亜日報などの報道で何十年にもわたって一般的に使用されている。それはまた人種の異なる夫婦、特に白人男性と韓国人女性とのカップルを指す際の侮辱的な言葉としても使用されている。
米国人相手の売春婦を意味するヤンガルボ（洋蝎甫/양갈보） も一般的な名前である。彼女たちはまた、国連軍相対慰安婦（유엔마담,英:U.N. madam）とも呼ばれている。
「ジューシー・ガール」は（韓国にいる）フィリピン人売春婦の一般的な名前である。
1990年代初頭までは、慰安婦（위안부,英:Wianbu）という用語が、米軍相手の売春婦を指すものとして韓国のメディアや役人によって使用されることが多かったが、慰安婦はまた大日本帝国軍相手のセックスワーカーに対する婉曲表現でもあり、混乱を避ける目的で、「洋公主」という用語が慰安婦に代わって米軍相手のセックスワーカーを指すようになった。
1990年代初頭、韓国では女性の権利運動が二分された様子が見られる。一方は従軍慰安婦（日本軍の慰安婦）に代表されるもので、もう一方が基地村（米軍駐屯施設）に代表される運動である。双方とも多くの女性が強制労働の犠牲者であるにもかかわらず、従軍慰安婦に肩入れした人々は基地村女性が誰とでもする売春システムへの積極的参加者だと考えていた。
現在、一部の韓国のメディアは「アメリカ軍の慰安婦」を翻訳した「美軍慰安婦(미군 위안부)」と言う用語を使用している。

## 歴史
1945年初頭に、制度化された売春のシステムがアメリカ軍と大韓民国（当時は南朝鮮）によって導入および許可された。在韓米軍は「売春婦を雇うことは我々の軍事的価値観と両立しない」 との方針を述べてはいたが、「実践」と「方針」の間には食い違いが存在する。韓国社会では、売春は「必要悪」と見なされている。アメリカ軍は、GIが鬱憤を晴らすことができて同性愛傾向を防ぐことができる軍事文化として、売春（の意義）を説明した。アメリカ兵士相手の売春婦は社会的階層の最下位にいる、と韓国人によって邪推されていた。また彼女たちは売春の階層内でも最も低い地位だった。

### 南朝鮮のアメリカ軍政統治時代、1945-1948年
1945年9月、ジョン・リード・ホッジ司令官率いるアメリカ軍は、朝鮮を日本から解放した後で南朝鮮を占領した。ここには大日本帝国の慰安所施設もあった。これらの出来事が、日本統治時代の朝鮮で確立されていた政府許諾済みの売春という基礎を瞬く間に築くことになった。日本によって認可された売春形態は、韓国人セックスワーカーのために登録手続きとSTD検査の義務付けを確立していた。米軍が南朝鮮を占領した後、これらの検査は保健福祉局によって行われた。アメリカ兵士が売春婦からの病気にかかるのを防ぐため、接待のバーやクラブは軍事基地の近辺や内部に配置された。売春婦を狭い範囲に収容することで、米軍は女性の活動および健康を統制したり監視する力を持った。アメリカ軍事政権が売春を容認して管理しているため、女性団体は売春の廃止を訴えた。それに応じて、1947年に米国は公営売春廃止法案を可決した。これは認可済みの売春（公娼）を廃止するものだった。しかし、同法律は私娼の急増を招いた。

### 朝鮮戦争後
朝鮮戦争の結果として極度の貧困と混乱が起こった。自分自身と家族を養っていくために女性達が性労働を頼りにしたため、このことが売春婦への大量流入を生みだした。セックスワーカーの「大量生産」が、韓国における米軍の占領およびアメリカ軍事基地の設立を正式に許諾した米韓相互防衛条約に貢献したとする説もある。1953年までに売春婦の総数は35万人に達し、そのため朝鮮戦争後の韓国では基地村での売春が恒久的な構造になった。1950年代から1960年代にかけて、韓国人売春婦の60％が米軍基地の近くで働いていた。
第二共和国 (大韓民国)は売春を必需品と見なしていた。1960年代より始まる、米兵たちに彼らの性的空想を満たす覗き見ショー(en)やストリップクラブといった娯楽と余暇を提供するための、公営組織化されたシステムが確立された 。国会議員は韓国政府に対して、彼女らが稼いだドルを日本で支出させないため同盟兵士向けに供給する売春婦を訓練するよう要請した。内務部（当時）の代表である李承雨は、米兵向けの「売春婦供給」を政府が一部改善したと国会に答えた。これら基地村はアメリカ兵士たちの慰労・休養場所として存在していた。

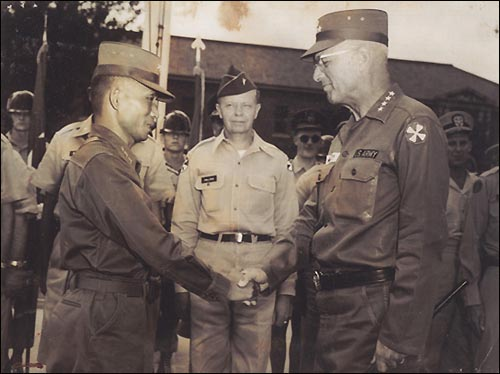
5・16軍事クーデターを終えて朴正煕（左）がガイ・S・メロイ司令官と握手している様子。朴は「基地村浄化対策」の実施を支援した。

元大統領朴槿恵の父親で1960年代から1970年代に韓国を統治した朴正煕は、特に米軍からの収入を得るために性産業を奨励した。朴は5・16軍事クーデターで権力を掌握し、核となる2つの法律を直ちに施行した。1番目は売春防止法だが、ここで「駐屯地街（基地村）」は政府による売春取り締まりから除外された。2番目が観光促進法で、これで基地村を特別観光地区に指定した。
1960年代に、基地村の売春および関連事業は、韓国のGNPの25％近くを生み出した。1962年に、20,000人の慰安婦が登録されていた。売春婦たちは、もっと効果的に自分を売れるようにする目的で、政府の支援を受けた英語教室やエチケット教室に出席した。彼女らは韓国政府から「ドル稼ぎの愛国者」や「真の愛国者」として称賛された。1970年代、ある中学校教師が生徒達に「自分の体を米軍に売る売春婦は真の愛国者です。彼女たちのドルが私たちの国民経済に大いに貢献しているのです。 彼女たちが洋公主や国連軍相対慰安婦であるといった陰口を叩いてはなりません」と教えた記録が残っている。

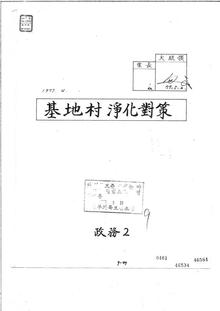
1977年に朴大統領が署名した、基地村浄化対策

1971年、ニクソン・ドクトリンによってアメリカ兵士の数は18,000人まで減少した。このため、韓国人は北朝鮮の脅威および経済的影響をより恐れた。それでも、基地村の売春はすでに韓国の生計の重要な構成要素となっていた。弁護団体のMy Sister's Placeは1991年に、アメリカ兵士たちが韓国経済に10億ドルの貢献をしたと記しており、これは韓国のGNPの1％に相当した。

### アフリカ系アメリカ人に対する人種隔離および差別
ブレイジアンも参照
基地村のクラブは黒人と白人に人種隔離され、兵士の人種に従って女性が分類された。ハンフリーズ基地近くの住民は、アフリカ系アメリカ人と白人のアメリカ人とを差別した。アフリカ系アメリカ人兵士たちは基地村の住民に対して怒りを発散した。1971年7月9日、アフリカ系アメリカ人兵士50人が人種差別に対する暴動を引き起こし、ハンフリーズ基地近くのクラブを幾つか破壊した。今度は、住民達が鎌を手にアフリカ系アメリカ人兵士を追い詰めたが、アメリカ軍警察と韓国の警察がこの暴動を鎮圧した。韓国人売春婦の多くが、性的サービスの提供を拒否することでアフリカ系アメリカ人兵士に対する偏見を態度で示していた。 黒人に対して性的サービスを接待したり売ったりした女性は、アメリカ人および韓国人によって「黒人」として分類され、他者による深刻な社会的非難および社会的不名誉に直面した。

### 基地村浄化対策
基地村問題の大幅な増加とコミュニティ関係間の緊張の結果として、米軍基地エリアを改善を試みる様々な政策が生まれた 。1971年8月、内務部長官は保健当局と協力して、各警察署に性感染症に対する予防策を講じ、それらに関して売春婦に指示するよう命じた。1971年12月22日、大韓民国大統領である朴正煕は基地村浄化対策を実施し、これは（米軍側で）BCCUCとして知られるようになった。米軍関係者は、基地村が性感染症と人種差別を助長する温床であると韓国政府に助言した。アメリカ兵士1000人当たりの性病割合は急速に増加していた。アメリカ合衆国と大韓民国の協力を通じて、これらの政策は望ましくない環境や基地村との関係を未然に防いだり是正するために実施された。米軍とBCCUCは、基地村の改善に関連した問題解決に別々に取り組んだ。
BCCUCの目標は、韓国国民の間で在韓米軍の好ましいイメージを作り上げることにあった 。しかし、そのためにBCCUCは「恥の根源」であるアメリカ兵士と韓国人セックスワーカーの間における性病割合の高さを修復する必要があった。売春婦の登録、STD検査の実施、診療所の改善などが、BCCUCが売春を管理して性感染症の発生率を減らそうと試みた方法であった。米軍の目標は、米軍人の生活環境を改善してモラルと規律を高めることにあった。政軍関係小委員会を設立することにより、性感染症の根絶および人種差別の削減に焦点を当てることで、米軍はこれらの目標に取り組むようになった。その他の任務には、道路の拡幅、公衆衛生の改善、慰労・休養施設を利用しやすく魅力的にするなどがあり、基地村全体の環境を改善するために幾つかの措置が取られた。
この対策は米韓関係の重要性を売春婦に否応なく抱かせることになったと主張されている。米軍警察隊と韓国当局は、病気を移していると考えられる売春婦を定期的に強制捜索した。 彼らは病気と思える人々を拘束し、窓を柵で塞いだいわゆる「モンキー・ハウス」で彼らを監視下に閉じ込めた。女性は自白作用が報告されている薬の服用を余儀なくされた。無病であると認定された女性は札をつけていた。米軍はクラブで働いていた売春婦に性病カードを携帯するよう要求し、またバーの常連であるアメリカ兵士に周知させるための性病ガイドを発行した。

### 韓国の女性運動
軍の売春に反対する女性運動は1980年代半ばに始まった。1920年代におけるクリスチャン女性団体の長年の取り組みが火のように広がって 、それは売春を根絶することが目標となった。しかし1980年代に、この運動は女性同士の関係、民主化、そして米軍の権威主義的支配に焦点を当てるようになった。この運動に向けて、クリスチャン女性団体と学生活動家の二団体が一緒になった。 ドゥレバン(Durebang/ My Sister’s Place) は1986年に設立された最初の女性組織で、基地村運動に意識をもたらした。 彼女たちは売春の廃止と朝鮮人女性の搾取反対を提唱するのみならず、ドゥレバンもまた基地村女性のための教育と更生サービスを提供する中心となった。基地村の売春に反対して積極行動を起こした取り組みは全国的な注目を集め、多くのフェミニズム研究者にとっての主題になった。

### ポスト軍事政権

多くの「ジューシー・バー(juicy bar)」やクラブが軍事基地近辺にあった東豆川市。

1990年代初頭、売春婦は韓国の反米ナショナリズム(en)の象徴となった。 1992年に、米軍基地の周辺には約18,000人の登録女性と9,000人の未登録韓国人女性がいた。
1992年、東豆川市にある基地村のセックスワーカー尹今伊がアメリカ軍人によって惨殺された。尹は膣に瓶を詰め込まれ、肛門に傘を詰め込まれて死亡した状態で発見された。1993年8月、米国政府は被害者の家族に約72,000ドルの賠償金を支払った。しかしながら、売春婦のこの殺害はそれ自体では米軍特権に関する国民的議論を刺激しなかった。
2004年以降、フィリピン人またはロシア人女性が売春婦の多数派となった。両国からの女性がより安価な代替労働力となったため、韓国人のセックスワーカーは減少してきている。1990年代半ば以降は、軍事基地近辺のクラブで働く女性の80-85％を外国人が占めている。 ソビエト連邦の崩壊に伴って、何千人ものロシア人が慰安婦として働くため韓国に移住し、他の人たちはアメリカ兵士と民間韓国人の両方を相手に売春を余儀なくされた。
フィリピン人とロシア人のセックスワーカーが大多数であるとはいえ、韓国人売春婦は依然として多数存在している。女性家族部 (大韓民国)によると、2002年に韓国人売春婦は約33万人に達した。これらの大半は米国基地付近では働いておらず、地域経済の中で運営している。2013年、同省は約50万人の女性が国内の性産業で働いていると推定した。韓国フェミニスト協会は、実際の人数は100万人を超える可能性もあると推計している。その推計によると、15歳から29歳までの女性の最大1/5が性産業で働いた経験があるとのことである。
韓国政府はまた、性産業取引が年間国内総生産(GDP)の最大4％を占めることを認めている。1999年8月、東豆川市にあるクラブの韓国人オーナーは、米軍基地のために1000人以上のフィリピン人とロシア人の女性を韓国に連れて行ったことで、女性を不法取引（人身売買）したと告訴された、しかし韓国の裁判官はこの召喚状を覆した。2000年、群山市では売春宿に監禁された5人の外国人女性が火災で死亡した。
2002年、フォックス放送のテレビ番組は人身売買された女性がアメリカ兵士を相手に売春を強要されたとされる鉄格子付きの売春宿を報道した。米国兵士らが証言するには、クラブやバーのオーナーは女性をオークションで購入しており、そのため女性は自分のパスポートと自由を取り戻すために多額のお金を稼がなければならないとのことである。2002年5月、米国の国会議員はアメリカ合衆国国防長官ドナルド・ラムズフェルドに「もしも米国兵士がこれら施設を巡回または頻繁に訪れているのなら、わが軍が実質的に人身売買業者の私腹を肥やす手助けをしていることになる」と調査を依頼した。
2002年6月、米国国防総省は人身売買の陳述を調査すると約束した。2003年、ソウル地方裁判所はケーシー基地(en)近郊のオーナー3人に対して、売春を強要されたフィリピン人女性全員を補償しなければならないとの判決を出した。クラブのオーナーは彼女たちのパスポートを取って、女性達を拘束し続けていた。囚われの身になったあるフィリピン人女性は自身の監禁、殴打、中絶、飢餓に関する日記をつけていた。裁判が始まる前に、国際移住機関は外国人女性の人身売買を調査し、その結果をジュネーブの本部に報告した。フィリピン大使館もこの手続きに加わり、国民に代わって措置を講じる最初の大使館となった。
2002年、韓国政府はロシア人女性へのビザ発給を完全に停止したため、売春事業者は代わりにフィリピン人をより沢山連れてくるよう暗躍した。人身売買業者はまた偽装結婚を通じてロシアの女性も連れてきた。
2005年には、フィリピン人女性とロシア人女性が米軍の基地村における売春婦の90％を占めた。2005年、東豆川市のクラブオーナーであるハン・スヒャン(Hwang Sook-hyang)は、違法な売春宿の罪で10か月間の懲役刑と160時間の社会奉仕を宣告された 続く民事裁判では、2004年2月8日から3月3日にかけて米国兵士との性交を強いられたフィリピン人女性への賠償金5,000米ドルが宣告された。このフィリピン人女性は2004年に在フィリピン韓国企業によってナイトクラブの歌手として採用され、その後、彼女と数人のフィリピン人女性はハンが経営するクラブに監禁され、米国兵士との性交を強いられた。「「ジューシー・バー」」の元従業員は、兵士が性交目的で女性をバーからホテルの部屋に持ち出すのに普段150ドルを支払っていたと証言し、女性達は40ドルを受け取っていた。大半のジューシー・バーは飲み物の購買量とリンクした割り当てシステム（クオータ制）を採用していた。充分にジュースを販売せずにいる女性が店舗管理者によって売春を強いられる形だった。
2004年に、米国国防総省は反売春(anti-prostitution)を提案した。（沖縄にある）キャンプ・フォスターの米国軍人は、アメリカ合衆国、韓国、タイ、オーストラリアでは売春が違法だが「かなりオープン」だったと星条旗新聞の記者団に語った。2009年までに、在韓国フィリピン大使館はフィリピン人女性が売春を強要されたバーの「監視リスト」を作成し、米軍司令官が部隊に向けて基地周辺のそうした施設利用を禁じてくれることを期待して、米軍とそれを共有することも検討していた。
2009年時点で、約3,000から4,000人の女性が毎年東南アジアから来て売春婦として働いており、売春婦の90％を占めている。韓国では売春が違法であるにもかかわらず、基地村は依然として取り締まりから実質的に免除されていた。
2010年、米国国務省は米軍基地近くのバーで働く女性の苦境が韓国にて進行中の人身売買問題の1つだと報告した。フィリピン政府は、アメリカ軍基地の近くで働かせる目的でフィリピン人女性を韓国に連れて行く興行斡旋業者の認可を停止した。
2011年に、第8軍 (アメリカ軍)は性的暴行阻止の特別捜査班(Prevention of Sexual Assault Task Force)を設立した。この特捜班は米国兵士間の性的暴行に関する韓国国内の風潮を評価して報告した。
2012年、在韓米軍公益事業部が「現在、歌手や踊り手になろうと考えている若い女性が韓国に誘致されており」そして「そうなる代わりに、彼女たちは家族を養うため性的に搾取されることになる」と明確に公表した。在韓米軍はYouTubeにビデオを投稿し、そこでは「ジューシー・バーで高値の飲み物を買うことは現代の奴隷制の一形態である人身売買産業に加担することだ」と明言している。しかしながら、売春や人身売買への直接関与が確認されない限り、米軍兵士がバーに足繁く通うのを容認し続ける米軍司令官も何人かいる。ごく最近では2013年6月に、ジャン=マルク・ジョアス(en)司令官は第7空軍 (アメリカ軍)要員に対して烏山空軍基地の外にある全てのジューシー・バーを利用禁止にした。 この政策変更の結果として、地元地域では3週間の大規模な抗議行動が起こったが、ジョアス司令官はこの政策変更が地域内にあるジューシー・バーの大半が閉鎖する結果になったと考えている。
2014年6月25日、生存するアメリカ軍相手の韓国人慰安婦122人が自国政府に対して、人間の尊厳を取り戻す事および原告1人当たり1000万ウォンの補償を求める訴訟を起こした。申し立てによれば、彼女らは米軍と韓国政府によって監督され、韓国当局は彼女らの脱走を阻止することで売春斡旋業者と共謀していた。2017年、ソウル中央地方法院の裁判官3人は身体的および心理的損害への補償として原告57人それぞれに4,240ドル相当の金額を支払うよう政府に命じた。
2014年以後、在韓米軍は交際目的のためホステスのために客側が飲み物（またはジュース）を購入できる施設への訪問をアメリカ軍人全員に禁じている。 ホステス・バー、ジューシー・バーなど、女性を購入できうる会社はいずれも米軍立ち入り禁止である。米軍関係者はホステス・バー顧客の大得意様だったので、事実上これが韓国内全ての米軍基地近くにあるホステスをテーマにした全施設を閉鎖することになった。

### 元・在韓米軍慰安婦による告発
アメリカ兵相手に売春していた女性はアメリカ兵に残忍に殺害されることや、アメリカ兵によるとされる放火で命を落とすこともあった。
2009年1月7日（現地時間）、『ニューヨーク・タイムズ』（電子版）が報じた。ニューヨーク・タイムズとのインタビューに応じた、元慰安婦の原告女性（Kim Ae-ran）は、韓国政府はアメリカ合衆国軍]の一つの大きなポン引き（one big pimp）だったと主張している。朴正煕大統領時代の韓国は貧しく、外貨が不足していたため、韓国当局者は売春禁止法があったにもかかわらず慰安婦たちを称賛し、また売春行為を奨励していたとも主張している。原告女性は韓国当局者から「もっと体を売りなさい。あなた方はドルを得る愛国者だ」と称賛されたとも、インタビューで語っている。
告発について、在韓米軍も韓国政府もニューヨーク・タイムズ紙に対し明確なコメントを拒否した。

2013年11月、野党が朴正煕大統領の決裁署名入りの文書記録をもとにこの問題で政府を追求したことがあったが、政府はこの訴えに真摯に対応せず、韓国マスコミも彼女らは売春婦であったとして無視した。その文書によると、基地村は62カ所あり、「米軍慰安婦」は9935人いたという。
2014年6月25日、米軍慰安婦として働かされたとして韓国人女性ら122人が韓国政府を相手に国家賠償を求める訴訟を起こしたため、マスコミもやっとこの事実を報道した。日本軍慰安婦については日本や韓国政府からすでに一定の賠償も支払われたが、同様の境遇の米軍慰安婦問題については事実関係が明確であるにもかかわらず政府が隠蔽しており、政府からの謝罪も賠償もなく不服だと訴えている。支援者によると、米軍慰安婦による国家賠償訴訟は初めてとされる。1947年に公娼制度が廃止されていたにもかかわらず、韓国政府は1950年からの朝鮮戦争時に米軍（国連軍）を相手にした売春を認める「特定地域」を設け、女性たちを売春管理していた。この実態については、米国の公文書館で歴史史料を閲覧できる。
特定地域での売春管理は強制的であり、慰安婦の中には親に売られたり、欺されて連れてこられた10代の少女も居た。逃げようとして警察に駆け込んでも連れ戻されたと証言する女性も居た。また性病を持つ慰安婦は、下記のモンキーハウスに強制収容された。当時の朴正煕大統領が直接管理していたとする指摘もある。人身売買されて連れて来られた者もおり、薬物を投与されて中毒になった者もいるとされる。
そのため慰安婦と支援団体は、第二次世界大戦時の日本軍慰安婦と同様に韓国政府は謝罪と賠償をするべきと訴えている。現時点では韓国政府のみを訴えており、まだ米国を訴えてはいない。この韓国政府を被告とする裁判の初公判は2014年12月19日に行われた。次回公判は2015年1月30日の予定。

### モンキー・ハウス
「モンキー・ハウス」（몽키하우스）は、性病を患った在韓米軍相手の慰安婦（売春婦）を強制収監した施設。韓国警察が管理した施設とされる。性病を患った売春婦を在韓米軍憲兵と韓国当局が捜し出し、身柄を韓国警察に引き渡した上、モンキー・ハウスに収監した。施設の窓は鉄格子が施され、ドアはロックされた。施設では性病の治癒行為が行われ、性病が完治するまで、施設を出ることができなかったと、原告の女性は主張している。元慰安婦によれば、ペニシリンなどの抗生物質を大量に投与され、死亡した者もいるとされる。
2015年11月7日に、韓国SBSテレビで、ドキュメンタリー番組「それが知りたい」（ko:그것이 알고 싶다）の「『花』に関する人権報告書2部作 - 2部 モンキーハウスと秘密の部屋」（'꽃'들에 관한 인권보고서 2부작 - 2부 몽키하우스와 비밀의 방）が放送された。それによると、「モンキーハウス」の本来の名称は「落検者収容所」（낙검자 수용소）（落検者とは検査不合格者）という。1961年の朴正熙の軍事クーデターの主要人物の一人であるペク・テハ（백태하、白泰夏）が、在韓米軍兵士のために売春女性を集め「アメリカン・タウン」建設を主導し、朴正煕大統領から複数回、表彰を受けた。
病気ではないと証明された場合には犬のようにタグを付けることを強制された。
- 韓国におけるアメリカ軍相手の女性達は韓国政府から特別な講義をしばしば受け、「真の愛国者」や「ドルを稼ぐ妖精」と称賛されていた[102]。また、韓国政府は女性達に韓国を助けるために来た兵士達が満足するように清潔にしなさいと指導した[102]。

### 韓国政府の対応
この在韓米軍慰安婦問題で、済州島四・三事件、保導連盟事件、国民防衛軍事件、麗水・順天事件、ライダイハン問題などと同様、韓国政府は被害者への補償を行っていない。また、韓国政府はアメリカ合衆国に対して損害賠償や謝罪を請求していない。
ただし、韓国政府は元日本軍慰安婦の補償と謝罪については1990年代、2000年代を通じて現在にいたるまで日本国に対しては請求を続けている(慰安婦を参照)。

### ジューシー・バー
現代においては、韓国でアメリカ軍を相手とするジューシー・バー(Juicy bar)で働くフィリピン女性たちが人身売買の状況下に置かれている問題がある。韓国では売春は違法行為であるがアメリカ軍相手の売春を行っているバーなどは当局の摘発対象外とされている。アメリカ軍相手の売春を強要されているフィリピン女性たちは、フィリピンに進出している韓国企業によって韓国で歌手として働くためと称した募集に応じた女性たちである。在韓米軍自身もこれらの女性たちは歌手、ダンサーになることを夢見て韓国に来たが売春を強要されていることを報じている。
フィリピン女性たちはヤンキー売春婦、コメで動くチビ茶色のファッキンマシーンなどの軽蔑的な呼称で呼ばれてきた。1000人を超えるフィリピン女性、ロシア女性を米軍基地周辺のクラブで人身売買したとしてクラブ経営者が訴えられることもあったが韓国の裁判官は訴えを却下してきたが、2002年にアメリカのフォックステレビが韓国に人身売買された女性たちが売春を強要されていることを報じると、翌年からは監禁され売春を強要させられていた一部のフィリピン女性への賠償を命じる判決を出したり、フィリピン女性たちを監禁して売春を強制していた経営者に対しては執行猶予、社会奉仕の判決を下すケースも存在するようになった。2000年以降、韓国の売春宿に監禁されている外国女性などが多数火事で焼死する事件が相次いでいる。これらの事件の存在は現代の慰安婦と米軍の関係を研究する学者たちの共同論文『Modern-Day Comfort Women:The U.S. Military, Transnational Crime, and the Trafficking of Women』にて公にされている。2009年にアメリカ軍の機関紙である星条旗新聞は、韓国でジュースをクウォーター制で売る女性たちは売り上げ次第で店主から売春を強要させられていることを明らかにしている。これらの状況に対して、フィリピン大使館はフィリピン女性たちが売春を強制されているバーの監視リスト作成したり女性たちの裁判を支援する動きを見せている。
2012年に在韓米軍はジューシーバーで高いドリンク代を支払うことは現代における奴隷制の一つである人身売買業を支援することであるとする動画をYouTubeに投稿した。
現在進行中の人身売買であると米軍も注意勧告を行っているが、問題解決にはいたっていない。

## 政策
アメリカ合衆国と大韓民国との外交政策が、韓国における米国の占領支配と影響力を決定した。韓国人指導者と米軍との共同作業を通じて、容認され管理された売春の制度化されたシステムが生まれた。アメリカ兵士の到着は、韓国人セックスワーカーへの需要激増および慰労・休養施設への顧客数増加をもたらした。

### 公娼制度廃止
1947年11月11日に公娼制度廃止が成立し、1948年2月14日に施行された。日本の統治下で確立された公娼制度を変更するべく米国の政策が導入された。公に認可された売春の廃止にもかかわらず、それは売春の「民営化」および地域ぐるみでの広範な売春婦の分散を引き起こしただけだった。このことは政府が売春婦とその活動を体系的に管理することを困難にした。具体的には、売春婦への義務的なSTD検査はもはや実施不可能になっていた。このことは結果として売春婦と米軍間における性感染症の大規模な蔓延につながった。売春婦のための更生と福祉援助は新しい法律の一部になる筈だったが、しかしながら政策立案者らがこれらの計画に向けた国家基金を阻止した。
公娼制度を廃止するまでの間中に、アメリカ軍政権は認可された売春施設を軍事基地近辺の基地村に再設置した。これは売春婦と米軍人のための交流空間を提供することになった。

### 相互防衛条約
朝鮮戦争(1950-1953)の時期に韓国を援助するアメリカ合衆国の介入は、大韓民国とアメリカ合衆国を軍事同盟として宣言する1953年の米韓相互防衛条約を結果的にもたらした。この条約を通じて、大韓民国は朝鮮における米軍の軍事施設、区域、地位を無期限で正式に認めた。相互防衛条約の下、米軍部隊の存在が基地村での高い売春率を生み出すことになった。

### ニクソン・ドクトリン
1969年に、ニクソン・ドクトリンがアジアからアメリカの軍事介入を減らす必要性を宣言した。 その結果として2万人のアメリカ軍人が韓国から退去し、アメリカ兵士が軍事境界区域(DMZ)から正式に撤退した。仕事と収入を米軍の存在に経済依存していたため、売春そのものは減少したが、クラブ間、業者間、セックスワーカー同士の競争は著しく高まった。新聞各紙は著しい経済的損失と米軍の撤退後に発生した広範な混乱を報道した。一部の施設では1晩あたり200-300ドルを売り上げても利益が4-5ドルだと公表された。米軍基地の近くに住んでいた多くの人々がより集中した地域に移住する必要に迫られたが、一方で別の産業で仕事を見つけた人もいた。ニクソン・ドクトリンの下での米軍撤退は基地村問題の増加と米国に対する大きな恨みを引き起こした。

## 基地村
大規模な陸軍の駐屯地こと基地村は、主に北朝鮮と南朝鮮の間にある非武装地帯(DMZ)の近くに位置している。 最も人気のある基地村は平沢市、坡州市、東豆川市、議政府市であり、これらは主要なアメリカ陸軍基地の近くで開発が行われた。基地村はアメリカ軍の駐屯基地に隣接しており、アメリカ人と韓国人住民が混在している。これらの町はアメリカ軍人の便益に役立つ事業と娯楽で成り立っている。売春宿、バー、クラブ、これらの休息・慰労施設がアメリカ兵士に基地村女性を提供していた。基地村には、理髪店、質屋、コンビニエンスストア、などの他の事業も含まれている。駐屯地街は基地村での夜遊びにやって来る客足のみに頼っている。

### 京畿道
1950年代から1970年代にかけて、京畿道は大多数のアメリカ軍と韓国人性労働者を収容していた。1977年に、韓国人のセックスワーカー推定36,924人のうち18,551人が京畿道で暮らしていた。2001年で、残存する34のうち21の米軍基地が京畿道にある。京畿道の中では、東豆川、平沢、坡州、議政府が売春のために最も人口集中した都市である。

## 女性と子孫
アメラジアンも参照。
アメリカ兵と韓国の売春婦との間に生まれた子供たちは、兵士が米国に戻った時にしばしば放棄された。1970年代までに、韓国人女性とアメリカ兵との間に数万人の子供が生まれた。
韓国では、これらの子供たちが人種差別的な暴力と虐待の標的になる事が多く、主に白人兵士の子供は「洋公主の私生児」（ヤンゴンジュ・セッキ）と呼ばれ、少数派である黒人兵士との間に生まれた子供は「黒いの」「黒んぼ」（カムドゥンギ）と呼ばれた。米軍基地周辺の韓国人売春婦が韓国社会から烙印を押されてしまうことから逃れるのは難しく、彼女達の唯一の希望はアメリカ合衆国に引っ越して米軍人と結婚することだった。人身売買されたフィリピン人もまた同様の期待を抱いていた。
一部のアメリカ兵士は、結婚するため女性の借金をオーナーに返済して彼女たちを解放した。しかし、大部分の米兵が人身売買に気付いていなかった。一部の兵士は、フィリピン人女性がクラブから逃げるのを手助けした。2009年、ケーシー基地の近くで政治権力を持っていたジューシー・バーのオーナーは、米兵たちが結婚を約束してバーの女の子を口説いてくるのを防ぐため、米軍当局者に何か手立てを講じるよう要求した。2010年6月、米軍は妻や子供を残して放棄してしまった兵士を探すプログラムを開始した。米兵の娘にして韓国人女性のグレース・M・チョによる売春婦の研究書『Haunting the Korean Diaspora:Shame, Secrecy, and the Forgotten War』は、アメリカ社会学会からアジアとアメリカ系アジア人に関する2010年のベストブックを受賞した。
韓国の元売春婦達はニューヨーク・タイムズに、自分達が米韓相互防衛条約の最大の犠牲になっていると語った。 この女性たちは自分達自身を戦争被害者だと見なしており、彼女らは補償と謝罪を求めている。この腐敗した歴史が原因で、大部分の韓国人が白人男性または「白んぼ」（ヒンドゥンギ）と交尾（性交）した韓国人女性に対して抱く最初のステレオタイプは主に否定的なものである。その上、最初の国際結婚は、大部分が米国兵士と駐屯地の売春婦だった韓国人女性または米軍基地で働いていた韓国人女性の間で行われた。2010年までに、10万人以上の韓国人女性がアメリカ兵と結婚し、米国に引っ越していった。
外国人と結婚した韓国人女性は売春婦と見なされることが多い。韓国人と外国人との結婚は、韓国社会でしばしば深刻な汚名を背負うことになる。スペイン人と結婚した女性は、夫と手をつないで歩く時に韓国人中年男性のほぼ100％が自分をじろじろ見てくると語った。

## 大衆文化

### 映画
- 『The Women Outside: Korean Women and the U.S. Military』(1995)、ヘ・ジャン・パクとJ・T・タカギの制作したドキュメンタリー
- 『Comfort Woman - Wianbu』(2008)、ジェームズ・バンが監督・製作した短編映画。 第35回学生アカデミー賞にノミネートされた。
- 『悪夜』 (1952)および 『地獄花(en)』 (1958)、 映画の中で韓国人売春婦を描いた申相玉の作品[137][138] 。
- 『銀馬将軍は来なかった』(1991)、この作品でチャン・ギルスは略奪された韓国国家の象徴として売春婦を映している[41]。
- 『スプリング・イン・ホームタウン(en)』(1998)、決して戻らないアメリカ人の恋人を待つ売春婦を描いたイ・グァンモの作品[41]。
- 『受取人不明』(2001)、決して韓国には戻らない売春婦の恋人を描いたキム・ギドクの作品[41]。
- 『Bloodless』(2017)、ジーナ・キムによるこの作品は1992年に米軍兵士によって惨殺された韓国人売春婦の実話、尹今伊殺害事件に基づいたもの[139]。
- 『Camp Arirang』 (1995)

### 劇
- 『Seven Neighborhoods Like Warm Sisters』、ハンフリーズ基地近辺で暮らす売春婦を描いた作品[140][141]。

### 小説
- 『Shorty Kim』 (1957).[41]
- 『誤発弾』、家族を救うために売春婦になった女性を描いたユ・ヒョンモクの作品。
- 『What Crashes, Has Wings』 (1988).[41]